# Stavru Teodorov
Stavru Teodorov (n. 11 iulie 1931 – d. 2003) a fost un canoist⁠(d) român de sprint care a concurat la sfârșitul anilor 1950. A participat la două Jocuri Olimpice de vară, iar cel mai bun rezultat al său a fost locul al IV-lea în proba K-2 1000 m⁠(d) de la Melbourne în 1956.
A fost component al clubului sportiv Dinamo București al Ministerului Afacerilor Interne.

## Distincții
- Medalia Muncii (18 decembrie 1956) „pentru merite deosebite in pregătire și pentru rezultatele obținute la cea de a XVI-a ediție a jocurilor olimpice care au avut loc la Melbourne”[3]
- Ordinul Muncii clasa a III-a (8 mai 1968) „pentru contribuția deosebită adusă la dezvoltarea mișcării de cultură fizică și sport și pentru merite deosebite în activitatea sportivă de performanță, cu prilejul împlinirii a 20 de ani de la înființarea Clubului sportiv «Dinamo»-București al Ministerului Afacerilor Interne”[2]
- Ordinul „Meritul Sportiv” clasa a III-a (15 aprilie 1981) „pentru rezultatele deosebite obținute la Jocurile olimpice de vară de la Moscova — 1980, precum și pentru contribuția adusă la dezvoltarea activității sportive și la creșterea prestigiului sportului românesc pe plan internațional”[4]